# Dynamique de Glauber
Pour les articles homonymes, voir Glauber.
En physique statistique, la dynamique de Glauber désigne un algorithme qui permet de simuler numériquement sur ordinateur le modèle d'Ising (ferromagnétisme), et qui appartient la classe d'algorithme de type méthode de Monte-Carlo par chaînes de Markov.

## Algorithme
Dans le modèle d'Ising, on considère N particules situées sur les nœuds d'une grille cartésienne régulière; chaque particule possède un moment magnétique (ou spin), noté  {\displaystyle \sigma _{x,y}} qui ne peut prendre que l'une des deux valeurs (+1) ou (-1). L'algorithme de Glauber permet de décrire comment les spins vont évoluer dans le temps:
1. Choisir au hasard une particule de spin {\displaystyle \sigma _{x,y}}.
2. Calculer la somme des spins des quatre particules voisines : {\displaystyle S=\sigma _{x+1,y}+\sigma _{x-1,y}+\sigma _{x,y+1}+\sigma _{x,y-1}}.
3. Évaluer l'énergie d'interaction de la particule courante avec ses voisines: {\displaystyle \Delta E=2\sigma _{x,y}S} (voir l'expression de l'Hamiltonien du modèle d'Ising).
4. Si {\displaystyle \Delta E<0} inverser le signe du spin (plus favorable énergétiquement).
5. Sinon renverser le spin avec la probabilité {\displaystyle e^{-\Delta E/T}} où T est la température.
6. Afficher l'état des particules. Répéter les opérations précédentes N fois.

Cette procédure approxime la dynamique temporelle des spins. L'étude des fluctuations de la dynamique de tels systèmes est au cœur de la  physique des systèmes hors-équilibre.

## Historique
Cet algorithme a été nommé en l'honneur du prix Nobel de physique, Roy J. Glauber.